# AM-11245
AM-11245（化学名：3-(1,1-二甲基己基-6-氰基)-9-羟甲基六氢大麻酚）是一种含氮有机化合物，化学式C
26H
39NO
3，属于一种AM系列大麻素。它可以3,5-二甲氧基苯乙腈和5-溴戊氧基苯为原料，经过多步反应，纯化后得到。